# Düsseldorfer Kuhkrieg
Düsseldorfer Kuhkrieg ist die zeitgenössische spöttische Bezeichnung für einen misslungenen Einsatz brandenburgischer Truppen im Herzogtum Berg im Juni und Juli 1651. Der Name rührt daher, dass ein Kuhhirte in Pempelfort bei Düsseldorf später erzählte, Kurfürst Friedrich Wilhelm von Brandenburg habe ihm befohlen, die dort weidenden Kühe aus dem Besitz der Herzogin von Berg fortzuführen.

## Geschichte
Kurfürst Friedrich Wilhelm von Brandenburg versuchte, im ungelösten Jülich-Klevischen Erbfolgestreit seinen Widersacher, Herzog Wolfgang Wilhelm von Pfalz-Neuburg von Berg, durch einen Handstreich zu überrumpeln. Er ließ eine kleine Truppe, weniger als 4000 Mann, unter dem Kommando von Otto Christoph von Sparr in das Herzogtum Berg einrücken. Sie besetzten Angermund, ebenso Haus Horst, zwischen Hilden und Benrath gelegen, und Ratingen. Doch der Versuch, die Stadt Düsseldorf einzunehmen, misslang.
Nicht nur die katholischen, sondern auch viele protestantische Reichsstände waren darüber empört, dass Kurfürst Friedrich Wilhelm von Brandenburg nur drei Jahre nach dem mühsam erreichten Westfälischen Frieden diesen Frieden gestört hatte. Die Landstände der nächstgelegenen brandenburgischen Territorien, des Herzogtums Kleve und der Grafschaft Mark, weigerten sich, Steuern zur Finanzierung der Truppen zu bewilligen. Sie drängten den Kurfürsten, den Konflikt beizulegen. Dasselbe verlangten der Kaiser und der Reichshofrat. Auf Seiten Wolfgang Wilhelms griffen Reiterverbände Herzog Karls von Lothringen ein und fielen in Kleve und Mark ein. Schließlich trafen sich Vertreter beider Parteien – zunächst erfolglos – am 19. August 1651 bei Angerort. Im Oktober 1651 konnte dann ein Vergleich zwischen Brandenburg und Pfalz-Neuburg unterzeichnet werden. Er ließ alles beim Alten.